# Bernhardinerkirche (Krakau)

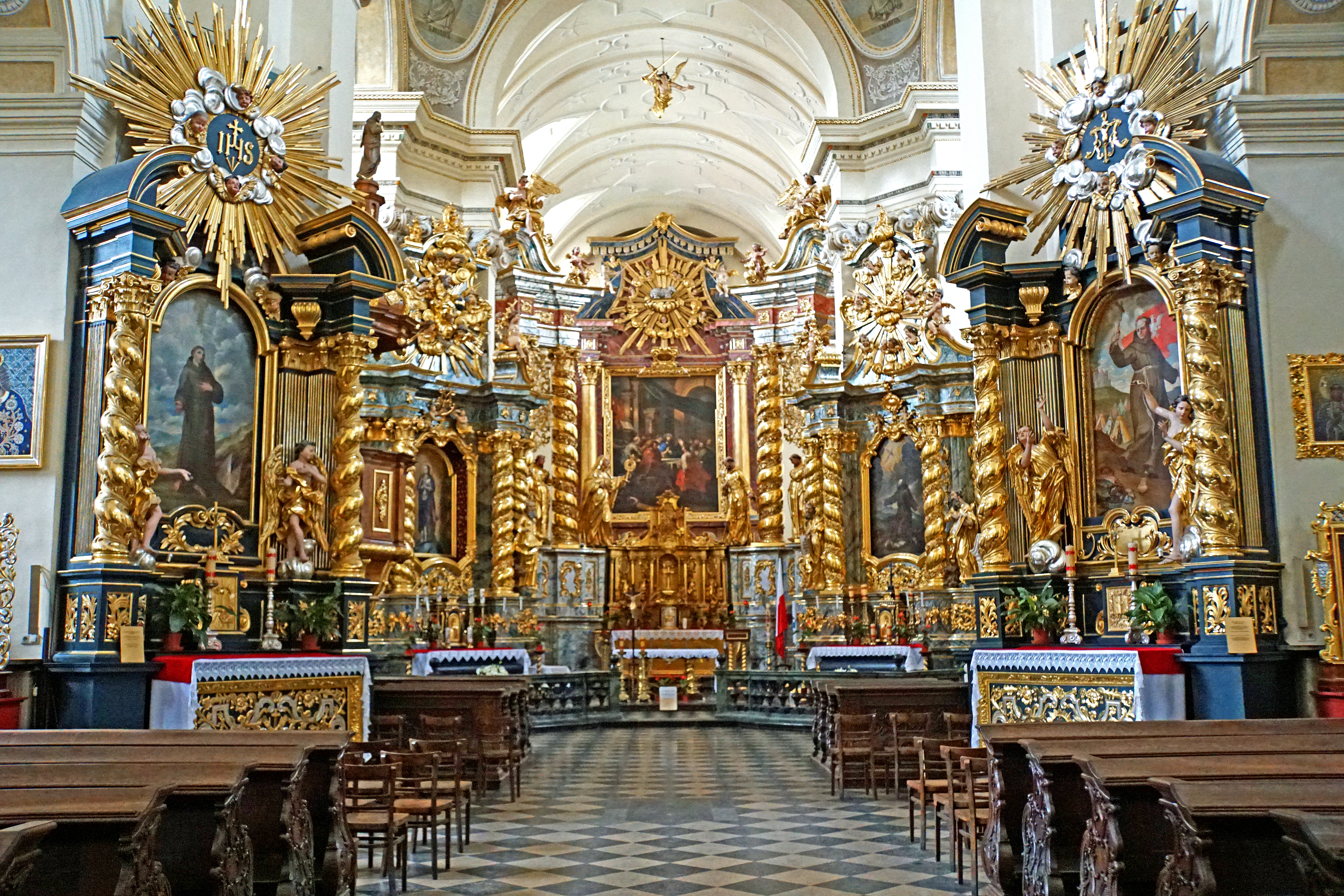
Innenraum

Die Bernhardinerkirche (polnisch Kościół Bernardynów) oder auch St.-Bernhardin-Kirche (poln. Kościół św. Bernardyna) in Krakau ist eine katholische Kirche an der ul. Bernardyńska 2 im Stadtteil Stradom unmittelbar südlich des Burgbergs Wawel.

## Geschichte
Johannes Capistranus kam 1453 auf Einladung von König Kasimir IV. Andreas nach Krakau, wo er den Orden der Bernhardiner einführte. Kardinal Zbigniew Oleśnicki stiftete die erste gotische Bernhardinerkirche, die unter Jan Długosz fertig gestellt wurde. Stifter war der Ritter und Sandomirer Kastelan Hińcza von Rogów. Die Kirche wurde in den Jahren 1645 bis 1647 barockisiert, allerdings bereits während der Schwedischen Sintflut vollständig zerstört. Der barocke Neubau erfolgte in den Jahren 1659 bis 1680 durch Krzysztof Mieroszewski.